# Gesto dell'ombrello

Il celebre «ombrello» di Alberto Sordi nel film I vitelloni.

L'ombrello (detto anche manichetta) è un gesto compiuto piegando un braccio ad angolo retto e colpendo l'interno del gomito con l'altra mano. Assimilabile al dito medio alzato, è talvolta accompagnato da quest'ultimo. Fa parte dell'ampia gamma di atteggiamenti tipici riscontrabili nella gestualità italiana. Il gesto è generalmente adoperato per schernire fino all'offesa la persona cui è rivolto, ma viene anche utilizzato per sottolineare sarcasticamente il rifiuto di un'affermazione; può perfino avere accezione positiva, per esorcizzare un pericolo scampato o una sconfitta non avvenuta.

## Origine
Ipotesi non supportate da fonti fanno risalire questo gesto alla guerra dei cent'anni; è comunque plausibile che esso sia stato mutuato dall'ambiente bellico, ove avrebbe potuto indicare l'atto di tagliare l'avambraccio al nemico per impedirgli tendere l'arco. Altre teorie vogliono che esso sia la rappresentazione grafica di un membro maschile dalle dimensioni esagerate.
Il nome gesto dell'ombrello, con cui esso è comunemente noto, è dovuto al fatto che la mano destra va a colpire il punto in cui normalmente si alloggia il manico di un ombrello quando non lo si deve impugnare. Teorie alternative vogliono invece che esso sia dovuto alla forma che assume il braccio sinistro, paragonabile a quella dell'asta di un ombrello. Il nome manichetta, con cui è noto in alcune aree dell'Italia settentrionale, viene invece dalla somiglianza di tale gesto col rimboccarsi la manica.

## Nella cultura di massa
A livello cinematografico, un noto gesto dell'ombrello è quello compiuto da Alberto Sordi in I vitelloni.